# 股骨头
股骨头是股骨最高的那一部分骨頭，即股骨的上端。股骨头由股骨颈支撑。股骨头表面光滑，而且被软骨包裹。男性股骨头直径通常比女性股骨头的直径要大。